# Several Species of Small Furry Animals Gathered Together in a Cave and Grooving with a Pict
Several Species of Small Furry Animals Gathered Together in a Cave and Grooving with a Pict ist der Titel eines Songs, den Roger Waters 1969 für Pink Floyd geschrieben und neben Grantchester Meadows als Eigenbeitrag auf den Studio-Teil des Doppelalbums Ummagumma eingebracht hat.
Das Stück gilt als Beitrag zur Musique concrète, bei der Klänge aus Natur, Technik und Umwelt mit dem Mikrofon aufgenommen und durch Montage, Bandschnitt, Veränderung der Bandgeschwindigkeit und Tapeloops elektronisch verfremdet werden. Produziert hatte Roger Waters das Stück gemeinsam mit Ron Geesin, mit dem Pink Floyd ein Jahr später auch an den Aufnahmen für Atom Heart Mother zusammenarbeiten sollte.

## Konzeption des Stücks
Der gut fünfminütige Titel war ein Klangexperiment. Er beruht auf einer Collage mehrerer Geräusche, die Roger Waters mittels eigener Stimme, durch Klopfen auf das Mikrophon, Händeklatschen und stimmsimulierende Techniken (wie Loops) zusammengeführt hat und dabei unter anderem Nagetiere sowie Exemplare der Vogelwelt imitiert. Um eine verdichtete Atmosphäre zu erzeugen, verändert er die Abspielgeschwindigkeiten. Dem humorvollen Songtitel nach befinden sich die Nagetiere in einer Höhle (Cave). Daneben treten Strophen von Worten, die in überzeichnetem schottischen Englisch gehalten sind.
Der Begriff a Pict im Titel weist auf die indigene Bevölkerung Schottlands hin, die Pikten.
An einer Stelle (bei Minute 4:32) setzt Waters eine (rhetorische) Frage ab, die erst verstanden werden kann, wenn das Stück verlangsamt abgespielt wird, da der Satz ansonsten wie Mickymouse-Sprache wahrgenommen wird: „That was pretty avant-garde, wasn't it?“. Am Ende des Stücks bedankt sich Waters mit deutlich vernehmbarem Thank you.

## Coverversion
Die Band Man or Astro-man? nahmen sich Several Species of Small Furry Animals Gathered Together in a Cave and Grooving with a Pict zum Vorbild ihres Titels Many Pieces of Large Fuzzy Mammals Gathered Together at a Rave and Schmoozing with a Brick.

## Personelle Besetzung
- Roger Waters – Stimmen und Tape-Effekte
- Ron Geesin – Stimmen (Schottisch-Englische Strophen)